# Entre el Mar y una Estrella
"Entre el Mar y una Estrella" é uma canção escrita por Marco Flores e gravada por Thalía. Foi lançado como o primeiro single do seu álbum de estúdio Arrasando e se tornou o primeiro single número um da cantora na parada Billboard Hot Latin Tracks.

## Videoclipe
O clipe musical do single, foi dirigido pelo colombiano Simon Brand e mostra na maioria das cenas, Thalía deitada sobre uma estrela ao lado de duas cachoeiras lançando água no mar.  O clipe mostra um cenário azulado e bem criativo além de mostrar também a cantora dançando em frente ao mar com roupa praiana enquanto há um perfeito pôr do sol. O videoclipe está disponível no Youtube.

## Single
1. Entre el mar y una estrella (Album Version) - 3:43

### CD Single
1. Entre el mar y una estrella (Album Version) - 3:43
2. Entre el mar y una estrella (Pablo Flores Miami Mix) - 10:50
3. Entre el mar y una estrella (Pablo Flores Miami Mix Radio Edit) - 4:12
4. Entre el mar y una estrella (Pablo Flores Dub) - 8:50

### Versões Oficiais e Remixes
1. Entre el mar y una estrella (Album Version) - 3:43
2. Entre el mar y una estrella (Banda Version) - 3:29
3. Entre el mar y una estrella (Pablo Flores Miami Mix) - 10:50
4. Entre el mar y una estrella (Pablo Flores Miami Mix Radio Edit) - 4:12
5. Entre el mar y una estrella (Pablo Flores Dub) - 8:50

## Desempenho nas tabelas musicais

### Posições
| Charts (2000)                                   | Maior posição |
| ----------------------------------------------- | ------------- |
| Estados Unidos (Billboard Hot Latin Tracks)     | 1             |
| Estados Unidos (Billboard Tropical Songs)       | 1             |
| Estados Unidos (Bubbling Under Hot 100 Singles) | 2             |